# Lithophyllum congestum
Lithophyllum congestum (Foslie) Foslie, 1900 é o nome botânico de uma espécie de algas vermelhas pluricelulares do gênero Lithophyllum, família Corallinaceae.
- São algas marinhas encontradas na Colômbia (Atlântico) e nas ilhas do Caribe.

## Sinonímia
- Lithophyllum platyphyllum (Foslie) Foslie
- Lithophyllum frutescens var. congestum (Foslie) Me. Lemoine
- Goniolithon congestum Foslie, 1898
- Lithophyllum daedaleum Foslie & Howe, 1906